# Kasseler Sport-Verein Hessen Kassel 1981-1982
Questa voce raccoglie le informazioni riguardanti il Kasseler Sport-Verein Hessen Kassel nelle competizioni ufficiali della stagione 1981-1982.

## Stagione
Nella stagione 1981-1982 l'Hessen Kassel, allenato da Rudolf Kröner, concluse il campionato di 2. Bundesliga al 8º posto. In Coppa di Germania l'Hessen Kassel fu eliminato al terzo turno dal Bochum.

## Rosa
| N. |                     | Ruolo | Calciatore      |
| -- | ------------------- | ----- | --------------- |
| 1  | Germania (bandiera) | P     | Gerhard Siewert |
| 1  | Germania (bandiera) | P     | Hans Wulf       |
| 3  | Germania (bandiera) | D     | Manfred Damerau |
| 3  | Germania (bandiera) | D     | Bernd Hüter     |
| 3  | Germania (bandiera) | D     | Volker Münn     |
| 4  | Germania (bandiera) | C     | Armin Hofmann   |
| 4  | Germania (bandiera) | A     | Ulrich Wielandt |
| 5  | Germania (bandiera) | D     | Walter Horch    |
| 6  | Germania (bandiera) | A     | Gerhard Grau    |
| 7  | Germania (bandiera) | C     | Klaus Zaczyk    |
| 7  | Scozia (bandiera)   | A     | James Weir      |

| N. |                     | Ruolo | Calciatore        |
| -- | ------------------- | ----- | ----------------- |
| 8  | Germania (bandiera) | C     | Peter Kempa       |
| 9  | Germania (bandiera) | A     | Uwe Pallaks       |
| 10 | Germania (bandiera) | A     | Helmut Hampl      |
| 11 | Germania (bandiera) | C     | Karl Bönisch      |
| 11 | Germania (bandiera) | A     | Heinz Traser      |
|    | Germania (bandiera) | D     | Holger Brück      |
|    | Germania (bandiera) | C     | Winfried Döring   |
|    | Germania (bandiera) | C     | Uwe Eplinius      |
|    | Germania (bandiera) | C     | Werner Frohnapfel |
|    | Germania (bandiera) | C     | Manfred Grawunder |

## Organigramma societario
Area tecnica
- Allenatore: Rudolf Kröner
- Allenatore in seconda:
- Preparatore dei portieri:
- Preparatori atletici:

## Calciomercato

### Sessione estiva
| Acquisti | Acquisti     | Acquisti          | Acquisti |
| R.       | Nome         | da                | Modalità |
| -------- | ------------ | ----------------- | -------- |
| D        | Holger Brück | Hertha Berlino    |          |
| C        | Uwe Eplinius | Erkenschwick      |          |
| A        | Uwe Pallaks  | Herford           |          |
| A        | Heinz Traser | Saarbrücken       |          |
| A        | James Weir   | Atlas Delmenhorst |          |

| Cessioni | Cessioni     | Cessioni | Cessioni |
| R.       | Nome         | a        | Modalità |
| -------- | ------------ | -------- | -------- |
| A        | Otmar Ludwig | Friburgo |          |

### Sessione invernale
| Acquisti | Acquisti | Acquisti | Acquisti |
| R.       | Nome     | da       | Modalità |
| -------- | -------- | -------- | -------- |

| Cessioni | Cessioni | Cessioni | Cessioni |
| R.       | Nome     | a        | Modalità |
| -------- | -------- | -------- | -------- |

## Risultati

### 2. Bundesliga

#### Girone di andata
| Bayreuth 1º agosto 1981, ore 15:00 CEST 1ª giornata | Bayreuth | 0 – 0 referto | Hessen Kassel | Hans-Walter-Wild Stadion (5 500 spett.)\| Arbitro: \| Eli \| |
| Arbitro:                                            | Eli      |               |               |                                                              |

| Arbitro: | Werner |

|           |           |  |
| Hampl 68’ | Marcatori |  |

| Arbitro: | Correll |

|             |           |  |
| Müllner 43’ | Marcatori |  |

| Arbitro: | Wiesel |

|             |           |                  |
| Pallaks 28’ | Marcatori | 54’ Hinterberger |

| Arbitro: | Luca |

|                           |           |                    |
| Killmaier 72’ Jüttner 84’ | Marcatori | 58’ Hampl 62’ Grau |

| Arbitro: | Michel |

|            |           |           |
| Traser 72’ | Marcatori | 48’ Rolff |

| Friburgo in Brisgovia 5 settembre 1981, ore 15:00 CEST 7ª giornata | Friburgo  | 0 – 0 referto | Hessen Kassel | Dreisamstadion (3 500 spett.)\| Arbitro: \| Reichmann \| |
| Arbitro:                                                           | Reichmann |               |               |                                                          |

| Arbitro: | Redelfs |

|           |           |  |
| Kempa 51’ | Marcatori |  |

| Arbitro: | Roth |

|                                                                  |           |                             |
| Traser 14’ Pallaks 16’, 31’, 61’, 73’ Kempa 51’ (rig.) Hampl 67’ | Marcatori | 18’, 36’ Timmler 55’ Herget |

| Arbitro: | Messmer |

|                   |           |                            |
| Dreher 67’ (rig.) | Marcatori | 22’, 80’ Hampl 56’ Pallaks |

| Arbitro: | Barnick |

|                      |           |            |
| Kempa 42’ Traser 58’ | Marcatori | 25’ de Loo |

| Arbitro: | Malbranc |

|            |           |              |
| Kunkel 65’ | Marcatori | 90’ Eplinius |

| Arbitro: | Eschweiler |

|                        |           |  |
| Döring 10’ Pallaks 51’ | Marcatori |  |

| Arbitro: | Uhlig |

|          |           |            |
| Sidka 7’ | Marcatori | 53’ Zaczyk |

| Arbitro: | Kautschor |

|                                      |           |  |
| Kempa 15’ Frohnapfel 48’ Pallaks 55’ | Marcatori |  |

| Arbitro: | Meijerink |

|                                      |           |                          |
| Lenz 2’ Heise 20’ Seegler 40’ (rig.) | Marcatori | 28’ Hampl 45’ Frohnapfel |

| Arbitro: | Waltert |

|                                          |           |  |
| Zaczyk 19’ (rig.) Pallaks 35’ Döring 79’ | Marcatori |  |

| Aquisgrana 10 gennaio 1982, ore 15:00 CET 18ª giornata | Alemannia Aquisgrana | 0 – 0 referto | Hessen Kassel | Stadio Tivoli (6 000 spett.)\| Arbitro: \| Neuner \| |
| Arbitro:                                               | Neuner               |               |               |                                                      |

| Arbitro: | Wippker |

|            |           |  |
| Traser 36’ | Marcatori |  |

#### Girone di ritorno
| Kassel 16 gennaio 1982, ore 15:00 CET 20ª giornata | Hessen Kassel | 0 – 0 referto | Bayreuth | Auestadion (10 000 spett.)\| Arbitro: \| Möller \| |
| Arbitro:                                           | Möller        |               |          |                                                    |

| Arbitro: | Barnick |

|             |           |  |
| Bebensee 6’ | Marcatori |  |

| Arbitro: | Schraivogel |

|                       |           |  |
| Pallaks 54’ Kempa 86’ | Marcatori |  |

| Arbitro: | Eli |

|                                                                          |           |            |
| Metzler 22’, 30’ (rig.), 78’ Schaub 39’, 66’ Stempfle 40’, 50’ Baier 54’ | Marcatori | 43’ Traser |

| Arbitro: | Tritschler |

|                        |           |                      |
| Hampl 42’ Wielandt 51’ | Marcatori | 5’ Remark 72’ Gruler |

| Arbitro: | Horeis |

|                                |           |  |
| Vittinghoff 2’ (rig.) Gede 61’ | Marcatori |  |

| Arbitro: | Dellwing |

|              |           |            |
| Wielandt 40’ | Marcatori | 21’ Birner |

| Arbitro: | Engel |

|                         |           |  |
| Bittcher 47’ Janzon 62’ | Marcatori |  |

| Arbitro: | Gabor |

|                                                   |           |                  |
| Richter 3’ Grillemeier 60’, 66’, 80’ Kaminsky 77’ | Marcatori | 25’ (rig.) Kempa |

| Arbitro: | Osmers |

|             |           |  |
| Pallaks 72’ | Marcatori |  |

| Arbitro: | Meijerink |

|                                             |           |                |
| Frömberg 40’ (rig.), 81’ Feilzer 45’ (rig.) | Marcatori | 73’ Frohnapfel |

| Arbitro: | Huster |

|                     |           |                               |
| Kempa 61’ Hampl 65’ | Marcatori | 57’ Steiner 68’ (rig.) Kunkel |

| Arbitro: | Sahner |

|            |           |  |
| Krause 78’ | Marcatori |  |

| Arbitro: | Möller |

|                                            |           |           |
| Grawunder 8’ (rig.) Pallaks 15’ Traser 49’ | Marcatori | 30’ Sidka |

| Arbitro: | Werner |

|             |           |  |
| Gmeiner 53’ | Marcatori |  |

| Arbitro: | Wiesel |

|                                           |           |  |
| Kempa 43’ Eplinius 62’ Pallaks 70’ (rig.) | Marcatori |  |

| Arbitro: | Ross |

|  |           |                                 |
|  | Marcatori | 12’ Pallaks 14’ Brück 78’ Kempa |

| Arbitro: | Ermer |

|                               |           |  |
| Zaczyk 10’ Münn 29’ Hampl 67’ | Marcatori |  |

| Arbitro: | Hennig |

|                    |           |                       |
| Makan 57’ Hein 87’ | Marcatori | 38’ Kempa 74’ Pallaks |

### Coppa di Germania
| Arbitro: | Umbach |

|                                |           |           |
| Traser 26’, 47’ Hampl 33’, 69’ | Marcatori | 88’ Kruse |

| Arbitro: | Heitmann |

|           |           |  |
| Grau 103’ | Marcatori |  |

| Arbitro: | Horeis |

|                  |           |                       |
| Woelk 53’ (aut.) | Marcatori | 73’ Schreier 82’ Blau |

## Statistiche

### Statistiche di squadra
| Competizione      | Punti | In casa | In casa | In casa | In casa | In casa | In casa | In trasferta | In trasferta | In trasferta | In trasferta | In trasferta | In trasferta | Totale | Totale | Totale | Totale | Totale | Totale | DR  |
| Competizione      | Punti | G       | V       | N       | P       | Gf      | Gs      | G            | V            | N            | P            | Gf           | Gs           | G      | V      | N      | P      | Gf     | Gs     | DR  |
| ----------------- | ----- | ------- | ------- | ------- | ------- | ------- | ------- | ------------ | ------------ | ------------ | ------------ | ------------ | ------------ | ------ | ------ | ------ | ------ | ------ | ------ | --- |
| 2. Bundesliga     | 43    | 19      | 13      | 6       | 0       | 39      | 12      | 19           | 2            | 7            | 10           | 17           | 34           | 38     | 15     | 13     | 10     | 56     | 46     | +10 |
| Coppa di Germania | -     | 3       | 2       | 0       | 1       | 6       | 3       | 0            | 0            | 0            | 0            | 0            | 0            | 3      | 2      | 0      | 1      | 6      | 3      | +3  |
| Totale            | 43    | 22      | 15      | 6       | 1       | 45      | 15      | 19           | 2            | 7            | 10           | 17           | 34           | 41     | 17     | 13     | 11     | 62     | 49     | +13 |

### Andamento in campionato
| Giornata  | 1  | 2 | 3  | 4  | 5  | 6  | 7  | 8  | 9 | 10 | 11 | 12 | 13 | 14 | 15 | 16 | 17 | 18 | 19 | 20 | 21 | 22 | 23 | 24 | 25 | 26 | 27 | 28 | 29 | 30 | 31 | 32 | 33 | 34 | 35 | 36 | 37 | 38 |
| --------- | -- | - | -- | -- | -- | -- | -- | -- | - | -- | -- | -- | -- | -- | -- | -- | -- | -- | -- | -- | -- | -- | -- | -- | -- | -- | -- | -- | -- | -- | -- | -- | -- | -- | -- | -- | -- | -- |
| Luogo     | T  | C | T  | C  | T  | C  | T  | C  | C | T  | C  | T  | C  | T  | C  | T  | C  | T  | C  | C  | T  | C  | T  | C  | T  | C  | T  | T  | C  | T  | C  | T  | C  | T  | C  | T  | C  | T  |
| Risultato | N  | V | P  | N  | N  | N  | N  | V  | V | V  | V  | N  | V  | N  | V  | P  | V  | N  | V  | N  | P  | V  | P  | N  | P  | N  | P  | P  | V  | P  | N  | P  | V  | P  | V  | V  | V  | N  |
| Posizione | 13 | 6 | 13 | 10 | 12 | 10 | 11 | 10 | 2 | 1  | 1  | 2  | 3  | 3  | 3  | 3  | 3  | 3  | 2  | 3  | 3  | 3  | 3  | 3  | 5  | 5  | 6  | 9  | 8  | 9  | 9  | 10 | 9  | 9  | 8  | 8  | 7  | 8  |

Legenda:

Luogo: C = Casa; T = Trasferta. Risultato: V = Vittoria; N = Pareggio; P = Sconfitta.

### Statistiche dei giocatori
| Giocatore     | 2. Bundesliga | 2. Bundesliga | 2. Bundesliga | 2. Bundesliga | Coppa di Germania | Coppa di Germania | Coppa di Germania | Coppa di Germania | Totale   | Totale | Totale      | Totale     |
| Giocatore     | Presenze      | Reti          | Ammonizioni   | Espulsioni    | Presenze          | Reti              | Ammonizioni       | Espulsioni        | Presenze | Reti   | Ammonizioni | Espulsioni |
| ------------- | ------------- | ------------- | ------------- | ------------- | ----------------- | ----------------- | ----------------- | ----------------- | -------- | ------ | ----------- | ---------- |
| H. Brück      | 8             | 1             | 0             | 0             | 0                 | 0                 | 0                 | 0                 | 8        | 1      | 0           | 0          |
| K. Bönisch    | 2             | 0             | 0             | 0             | 0                 | 0                 | 0                 | 0                 | 2        | 0      | 0           | 0          |
| M. Damerau    | 19            | 0             | 4             | 0             | 3                 | 0                 | 1                 | 0                 | 22       | 0      | 5           | 0          |
| W. Döring     | 25            | 2             | 1             | 0             | 3                 | 0                 | 0                 | 0                 | 28       | 2      | 1           | 0          |
| U. Eplinius   | 30            | 2             | 0             | 1             | 2                 | 0                 | 0                 | 0                 | 32       | 2      | 0           | 1          |
| W. Frohnapfel | 23            | 3             | 0             | 0             | 0                 | 0                 | 0                 | 0                 | 23       | 3      | 0           | 0          |
| G. Grau       | 28            | 1             | 2             | 0             | 3                 | 1                 | 0                 | 0                 | 31       | 2      | 2           | 0          |
| M. Grawunder  | 33            | 1             | 5             | 0             | 3                 | 0                 | 0                 | 0                 | 36       | 1      | 5           | 0          |
| H. Hampl      | 36            | 9             | 4             | 0             | 3                 | 2                 | 0                 | 0                 | 39       | 11     | 4           | 0          |
| A. Hofmann    | 1             | 0             | 0             | 0             | 0                 | 0                 | 0                 | 0                 | 1        | 0      | 0           | 0          |
| W. Horch      | 38            | 0             | 3             | 0             | 3                 | 0                 | 0                 | 0                 | 41       | 0      | 3           | 0          |
| B. Hüter      | 29            | 0             | 4             | 0             | 3                 | 0                 | 0                 | 0                 | 32       | 0      | 4           | 0          |
| P. Kempa      | 38            | 10            | 4             | 0             | 3                 | 0                 | 1                 | 0                 | 41       | 10     | 5           | 0          |
| V. Münn       | 7             | 1             | 0             | 0             | 0                 | 0                 | 0                 | 0                 | 7        | 1      | 0           | 0          |
| U. Pallaks    | 33            | 15            | 5             | 0             | 2                 | 0                 | 0                 | 0                 | 35       | 15     | 5           | 0          |
| G. Siewert    | 0             | 0             | 0             | 0             | 0                 | 0                 | 0                 | 0                 | 0        | 0      | 0           | 0          |
| H. Traser     | 30            | 6             | 2             | 0             | 3                 | 2                 | 0                 | 0                 | 33       | 8      | 2           | 0          |
| J. Weir       | 20            | 0             | 1             | 0             | 0                 | 0                 | 0                 | 0                 | 20       | 0      | 1           | 0          |
| U. Wielandt   | 21            | 2             | 3             | 0             | 1                 | 0                 | 0                 | 0                 | 22       | 2      | 3           | 0          |
| H. Wulf       | 38            | 0             | 0             | 0             | 3                 | 0                 | 1                 | 0                 | 41       | 0      | 1           | 0          |
| K. Zaczyk     | 30            | 3             | 0             | 0             | 3                 | 0                 | 0                 | 0                 | 33       | 3      | 0           | 0          |